# ریچارد مارتینی (بازیکن فوتبال)
ریچارد مارتینی (انگلیسی: Richard Martini؛ زادهٔ ۲۶ اوت ۱۹۷۸) بازیکن فوتبال اهل فرانسه است.
از باشگاه‌هایی که در آن بازی کرده‌است می‌توان به باشگاه فوتبال المپیک مارسی، باشگاه فوتبال گنگام، و باشگاه فوتبال لوریان اشاره کرد.